# Melissa Borjas

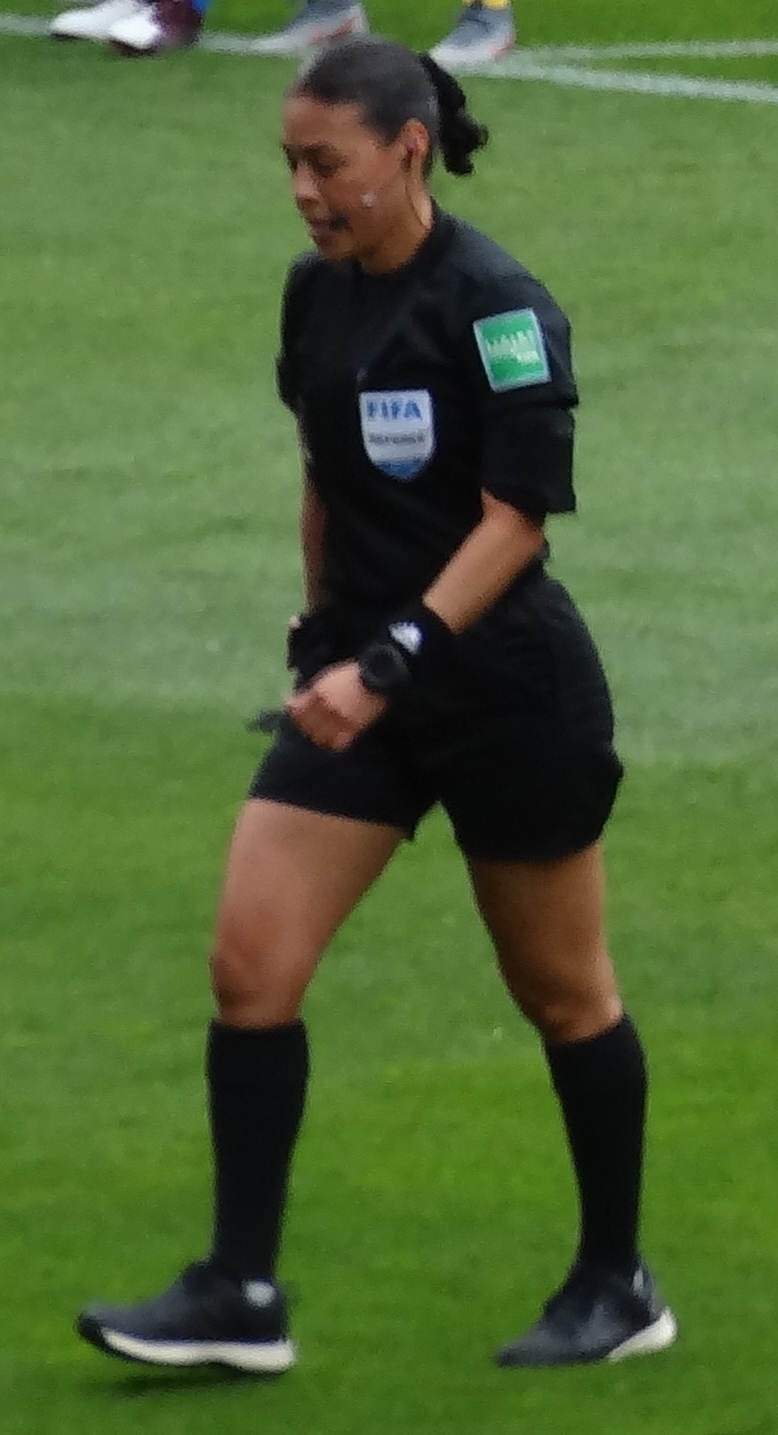
Melissa Borjas bei der Weltmeisterschaft 2019

Melissa Paola Borjas Pastrana (* 20. Oktober 1986 in Tegucigalpa) ist eine honduranische Fußballschiedsrichterin.

## Werdegang
Seit 2013 steht Borjas auf der Liste der FIFA-Schiedsrichter und leitet internationale Fußballpartien.
Bei der Weltmeisterschaft 2019 in Frankreich leitete Borjas mit ihren Assistentinnen Shirley Perelló und Felisha Mariscal insgesamt drei Partien, darunter das Achtelfinale zwischen den Niederlanden und Japan (2:1).
Zudem war sie bei der U-20-Weltmeisterschaft 2018 in Frankreich und der U-20-Weltmeisterschaft 2022 in Costa Rica im Einsatz.
Im Januar 2023 wurde Borjas für die Weltmeisterschaft 2023 in Australien und Neuseeland nominiert (zusammen mit Perelló und Sandra Ramírez). Bei dieser leitete sie zwei Gruppenspiele und ein Achtelfinale.

## Einsätze bei Turnieren

### Fußball-Weltmeisterschaft 2015
| Phase        | Datum         | Spielort | Heimmannschaft | Gastmannschaft | Ergebnis  |
| ------------ | ------------- | -------- | -------------- | -------------- | --------- |
| Gruppenphase | 16. Juni 2015 | Winnipeg | Ecuador        | Japan          | 0:1 (0:1) |

### Fußball-Weltmeisterschaft 2019
| Phase        | Datum         | Spielort     | Heimmannschaft | Gastmannschaft | Ergebnis  |
| ------------ | ------------- | ------------ | -------------- | -------------- | --------- |
| Gruppenphase | 9. Juni 2019  | Valenciennes | Australien     | Italien        | 1:2 (1:0) |
| Gruppenphase | 17. Juni 2019 | Rennes       | Nigeria        | Frankreich     | 0:1 (0:0) |
| Achtelfinale | 25. Juni 2019 | Rennes       | Niederlande    | Japan          | 2:1 (1:1) |

### Olympisches Fußballturnier 2021
| Phase        | Datum         | Spielort | Heimmannschaft | Gastmannschaft | Ergebnis  |
| ------------ | ------------- | -------- | -------------- | -------------- | --------- |
| Gruppenphase | 21. Juli 2021 | Rifu     | Chile          | Japan          | 0:1 (0:0) |
| Gruppenphase | 24. Juli 2021 | Rifu     | China          | Sambia         | 4:4 (3:2) |
| Halbfinale   | 2. Aug. 2021  | Yokohama | Australien     | Schweden       | 0:1 (0:0) |

### Fußball-Weltmeisterschaft 2023
| Phase        | Datum         | Spielort | Heimmannschaft | Gastmannschaft | Ergebnis             |
| ------------ | ------------- | -------- | -------------- | -------------- | -------------------- |
| Gruppenphase | 24. Juli 2023 | Auckland | Italien        | Argentinien    | 1:0 (0:0)            |
| Gruppenphase | 30. Juli 2023 | Sydney   | Deutschland    | Kolumbien      | 1:2 (0:0)            |
| Achtelfinale | 7. Aug. 2023  | Brisbane | England        | Nigeria        | 0:0 n. V., 4:2 i. E. |